# The National (Schottland)
The National ist eine am 24. November 2014 gegründete schottische Tageszeitung mit Redaktionssitz in Glasgow. Die Tageszeitung erscheint an fünf Tagen die Woche von Montag bis Freitag im Tabloidformat. Ausschlaggebend für die Gründung von The National war, dass sich im Vorfeld des Referendums über die Unabhängigkeit Schottlands 2014 viele Zeitungen in Schottland mit Ausnahme der Wochenzeitung Sunday Herald gegen eine Unabhängigkeit positioniert hatten. Verlegt wird The National vom Zeitungsverlag Trinity Mirror, der auch den Sunday Herald herausgibt.
Nach ersten Plänen wurde eine Auflage von etwa 15.000 Exemplaren angestrebt. Am ersten Verkaufstag lag die Auflage schließlich bei 60.000 und war schnell vergriffen. Kurze Zeit später sank die Auflage jedoch auf etwa 36.000. Die erste Verkaufswoche wurde als Testphase geplant, um die Resonanz der Leser einschätzen zu können. Anschließend wurde bekannt gegeben, dass The National als Tageszeitung auf Dauer herausgegeben werden soll. Auch die Internetseite der Zeitung soll ausgebaut werden.